# Xandria
Xandria is een Duitse symfonischemetalband. Door de jaren heen heeft de band verschillende zangeressen gehad: Nicole Tobien, Lisa Middelhauve, Kerstin Bischof, Manuela Kraller, Dianne van Giersbergen, Aeva Maurelle en Ambre Vourvahis (huidige zangeres).

## Geschiedenis

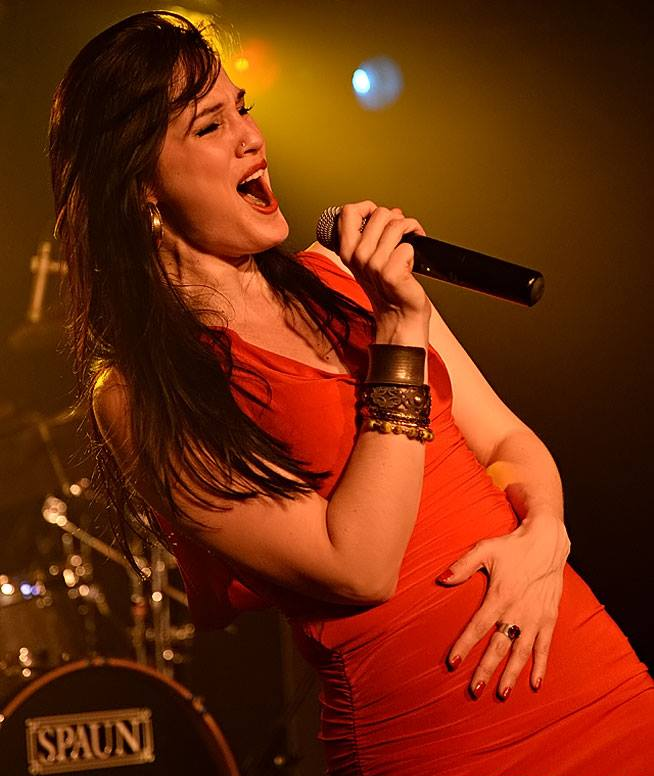
Dianne van Giersbergen (2014)

Xandria werd in 1994 opgericht door gitarist Marco Heubaum. Hij is anno 2023 het enige oorspronkelijke bandlid. In 1997 was Nicole Tobien kortstondig leadzangeres. Vervolgens trad Lisa Middelhauve-Schaphaus aan als zangeres. De band was oorspronkelijk afkomstig uit Bielefeld en bestond naast eerder genoemde zangeressen uit Philip Restemeier (gitaar), Gerit Lamm (drums) en Nils Middelhauve (basgitaar). In 2004 brak de band door in de mainstream van de Duitse muziek met het album Kill the Sun. Met Middelhauve als leadzangeres bouwde de band een naam op in de symfonische metalwereld. Ze zong op vier succesvolle albums van de band.

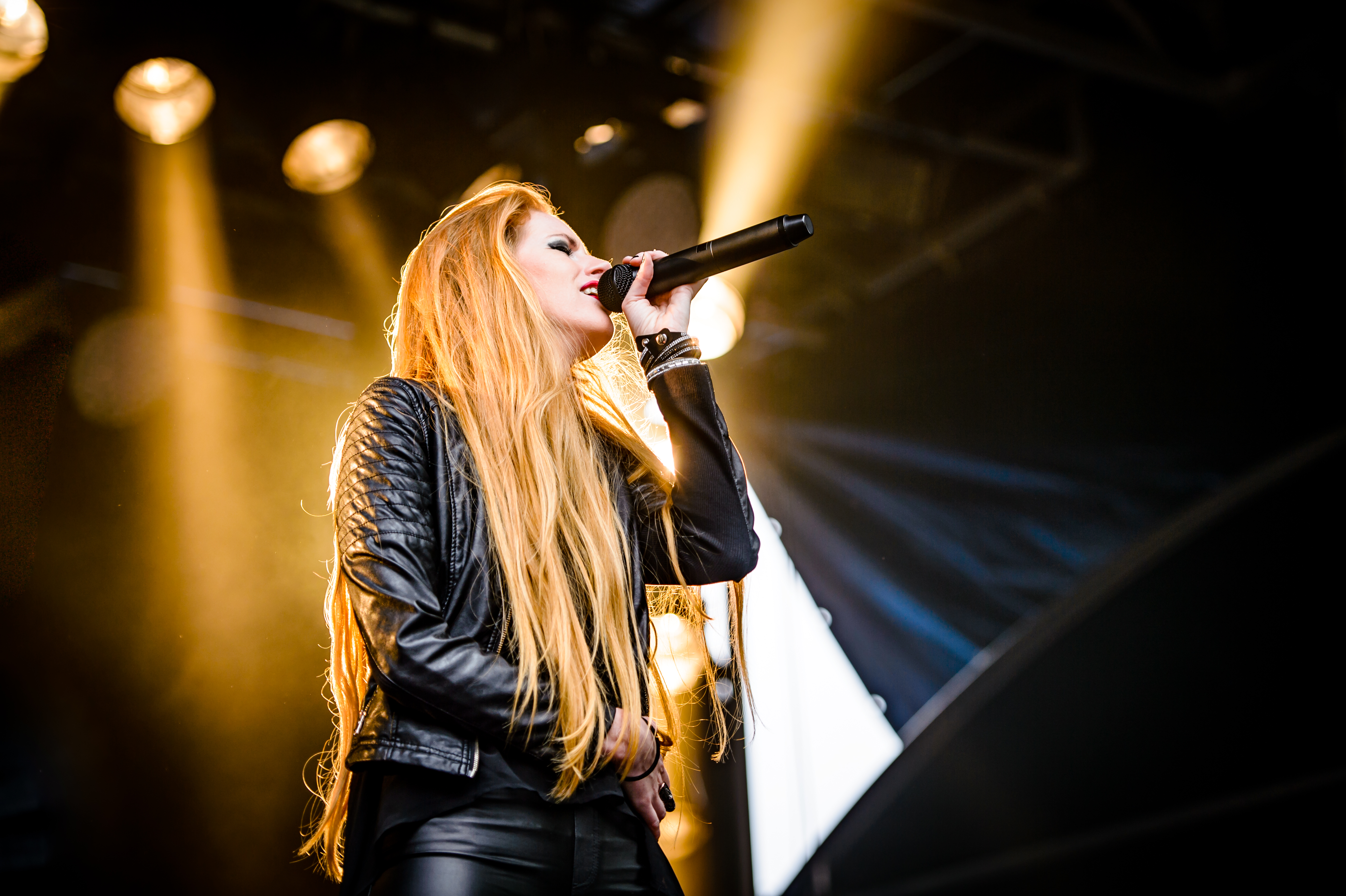
Aeva Maurelle (2017)

In 2010 maakte Lisa Middelhauve plaats voor Kerstin Bischof, ook bekend onder haar artiestennaam Lakonia. Ze bleef minder dan een jaar bij de band en werd opgevolgd door de sopraan Manuela Kraller. Het album Neverworld’s end uit 2012 werd goed ontvangen. Kraller besloot niettemin verder te willen gaan met andere projecten en verliet kort daarna de band.
In 2013 trad de Nederlandse sopraan Dianne van Giersbergen van Ex Libris toe als leadzangeres van Xandria. In 2017 bracht de band het zevende studioalbum uit genaamd Theater of dimensions. Het album werd internationaal goed ontvangen. In september 2017 werd de tournee door de Verenigde Staten en Rusland kort voor de start geannuleerd. Eén dag later maakte Van Giersbergen bekend dat ze uit de band was gestapt vanwege medisch vastgestelde, oncontroleerbare stress-symptomen waar de rest van de bandleden naar verluidt niet naar zou hebben geluisterd. Op haar vertrek werd op sociale media met herkenning gereageerd door voormalige zangeressen Lisa Middelhauve en Manuela Kraller. Aeva Maurelle van Aeverium viel aan het eind van het jaar in voor de Europese tour. In 2022 ging Xandria opnieuw op een Europese tour, ditmaal met Visions of Atlantis.
Op 3 februari 2023 bracht de band haar nieuwste album The Wonders Still Awaiting uit, met een gloednieuwe line-up (onder wie de nieuwe leadzangeres Ambre Vourvahis), Heubaum uitgezonderd.
In 2024 ging Xandria op diverse tours, waaronder op een Noord-Amerikaanse, samen met de band Wind Rose. Op 21 november van dat jaar verscheen de single 200 Years, waarop de band een folkmetalgeluid liet horen.

## Bandleden

### Huidige bezetting
- Marco Heubaum – slaggitaar (1994–heden), keyboard (1997–heden), zang (1994–2001)
- Ambre Vourvahis – zang (2022–heden)
- Rob Klawonn – sologitaar (2022–heden)
- Tim Schwarz – basgitaar (2022–heden)
- Dimitrios Gatsios – drums (2022–heden)

### Oud-leden
- Niki Weltz – drums (1994–1997)
- Manuel Vinke – sologitaar (1996–1997)
- Andreas Litschel – toetsen (1996–1997)
- Holger Vester – basgitaar (1996–1997)
- Nicole Tobien – zang (1997)
- Holger Vester – basgitaar (1997)
- Jens Becker – sologitaar (1999–2000)
- Andreas Maske – sologitaar (2000–2001)
- Roland Krueger – basgitaar (1999–2004)
- Kerstin Bischof – zang (2009–2010)
- Lisa Middelhauve – zang, piano (2000–2008, 2010)
- Nils Middelhauve – basgitaar (2004–2012)
- Manuela Kraller – zang (2010–2013)
- Dianne van Giersbergen – zang (2013–2017)
- Steven Wussow – basgitaar (2013–2019)
- Gerit Lamm – drums (2000–2022)
- Philip Restemeier – sologitaar (2002–2022)

### Livemuzikanten
- Fabio D'Amore – basgitaar (2012–2014)
- Hendrik Thiesbrummel – drums (2016)
- Aeva Maurelle – zang (2017–2019)

## Discografie

### Albums
| Jaar | Titel                             | Pieknoteringen | Pieknoteringen | Pieknoteringen | Pieknoteringen | Pieknoteringen | Pieknoteringen |
| Jaar | Titel                             | Nederland      | Vlaanderen     | Wallonië       | Duitsland      | Zwitserland    | Oostenrijk     |
| ---- | --------------------------------- | -------------- | -------------- | -------------- | -------------- | -------------- | -------------- |
| 2003 | Kill the Sun                      | -              | -              | -              | 98             | -              | -              |
| 2004 | Ravenheart                        | -              | -              | -              | 36             | -              | -              |
| 2005 | India                             | -              | -              | -              | 30             | -              | -              |
| 2007 | Salomé - The Seventh Veil         | -              | -              | -              | 49             | -              | -              |
| 2008 | Nove & Forerver - Best of Xandria | -              | -              | -              | 49             | -              | -              |
| 2012 | Neverworld's End                  | -              | -              | -              | 43             | 51             | -              |
| 2014 | Sacrificium                       | -              | -              | -              | 25             | 48             | 71             |
| 2017 | Theater of Dimensions             | 121            | 95             | 89             | 17             | 25             | 56             |
| 2023 | The Wonders Still Awaiting        | -              | -              | -              | -              | -              | -              |

### Ep's
| Jaar | Titel           |
| ---- | --------------- |
| 2015 | Fire & Ashes    |
| 2024 | Universal Tales |

### Singles (2022–heden)
| Jaar | Titel                                         | Album/ep                   | Opmerkingen        |
| ---- | --------------------------------------------- | -------------------------- | ------------------ |
| 2022 | Reborn                                        | The Wonders Still Awaiting |                    |
| 2022 | You Will Never Be Our God                     | The Wonders Still Awaiting | met Ralf Scheepers |
| 2022 | Ghosts                                        | The Wonders Still Awaiting |                    |
| 2022 | The Wonders Still Awaiting                    | The Wonders Still Awaiting |                    |
| 2023 | Two Worlds                                    | The Wonders Still Awaiting |                    |
| 2023 | My Curse Is My Redemption                     | The Wonders Still Awaiting |                    |
| 2023 | My Curse Is My Redemption (80's Summer Remix) | -                          |                    |
| 2023 | Your Stories I'll Remember                    | The Wonders Still Awaiting |                    |
| 2024 | Universal                                     | Universal Tales            |                    |
| 2024 | No Time To Live Forever                       | Universal Tales            |                    |
| 2024 | 200 Years                                     | Universal Tales            | met Ally Storch    |
| 2025 | Live The Tale                                 | Universal Tales            |                    |

- Bibsys: 11051225
- Bibliothèque nationale de France: cb15536692x (data)
- Gemeinsame Normdatei: 10331248-1
- International Standard Name Identifier: 0000 0001 0719 6358
- MusicBrainz: 656a0800-3a2b-47ed-a3ff-1e2908fdd2ff
- Nationale Bibliotheek van Tsjechië: xx0151878
- Virtual International Authority File: 122782896